# Patria Pasi
A Patria Pasi (korábban Sisu Pasi) egy finn gyártmányú hatkerekű páncélozott szállító harcjármű, melyet eredetileg a finn védelmi erőknek fejlesztettek ki. Az első változatát 1983-ban gyártották, sorozatgyártása pedig 1984-ben indult. Az alap változatát könnyen használhatóra, egyszerűre és olcsón gyárthatóra tervezték. Megjelenése és kialakítása hasonló a legtöbb kerekes szállító harcjárműhöz. Az XA–180 és az XA–185 változatok teljesen kétéltűek, míg az XA–203-as nem az.

## Fejlesztés
1980-ban a Sisu legyártotta az XA–180 első prototípusát a finn hadseregnek tesztelésre. Az XA–180-as mellett még két másik prototípus is pályázott, de 1983-ban kihirdették a Sisu győzelmét. 1983 december 22-én a finn hadsereg megrendelte az első ötven XA–180-ast, melyből kilencet ENSZ feladatok ellátására szántak. A jármű sikeresnek bizonyult, így további megrendelések következtek.
Az XA–180-ast eredetileg a finn Sisu Auto gyártotta és árusította, de a későbbi változatokat már a finn Patria cég értékesítette, ezek a járművek már a Patria XA jelöléssel készültek. A jármű széles körben ismert beceneve a „Pasi”, amely a finn „panssari-Sisu” (magyarul páncél-Sisu) szóból ered. A fő felépítményt főleg 6–12 mm vastag acélpáncélból készítették, melynek alját aknák ellen megerősítették, a szélvédőket golyóálló üvegből gyártották és páncélozott spalettával lehet védeni őket. A jármű hatkerék meghajtású, jó terepjáró képességgel bír, képes 60°-os emelkedő megmászására is.
Az XA sorozat nem rendelkezik szabvány fegyverzettel, de ellátható forgatható toronnyal, amelybe könnyű vagy nehéz géppuskákat, gépágyúkat lehet szerelni. A jármű oldalain és hátulján lőréseket alakítottak ki, így az utasok, melyek főleg gyalogos katonák, használhatják kézifegyvereiket.
Az XA sorozatot közkedvelten alkalmazzák békefenntartó küldetések során mozgékonysága, kevéssé agresszív megjelenése, illetve aknák és improvizált robbanóeszközök elleni védelme miatt. A jármű szinte magában foglal minden lehetséges pozitívumot, mint a kielégítő fegyverzet, komfort, aknavédelem, repesz és kézifegyverek tüze elleni védelem, gyorsaság, könnyű vezethetőség és mozgékonyság. Összehasonlítva más hasonló járművekkel, mint a TPz Fuchs és a BTR–80, az XA nagyobb belső térrel rendelkezik.
A hatkerekű XA szériát már nem gyártják. Továbbfejlesztett változata a Patria XA–360, vagy Patria AMV. Több, mint 1200 Pasit gyártottak.

## Harctéri alkalmazás
A Sisu Pasit bevetették több ország konfliktusában is, mint Afganisztán, Bosznia, Horvátország, Eritrea, Golán-fennsík, Irak, Koszovó, Libanon, Macedónia, Namíbia, Libéria, Szomália és Csád.

## Változatok
- Sisu XA–180 – Eredeti hatkerekű jármű, személyzete két főből áll, képes 16 főnyi gyalogos katona szállítására. Üres tömege 12 tonna körül van.
- Sisu XA–185 – Feljavított változat, személyzete két főből áll, képes 18 főnyi gyalogos katona szállítására. Erősebb motorral és továbbfejlesztett erőátviteli rendszerrel látták el. A norvég hadseregben sebesültszállítóként alkalmazzák.
- Sisu XA–186 – Továbbfejlesztett páncélzattal ellátott változat. Páncélozott és mechanikailag meghajtott toronnyal szerelték fel, benne egy M2 Browning géppuskával. Nehéz páncélzata miatt nem kétéltű. Üres tömege 19 tonna körül van. Motorja és sebességváltója megegyezik az XA–185-ével.
- Sisu XA–200 – A 200-as sorozat a megnövelt páncélzat miatt kicsit eltérőbben néz ki, mint a korábbi változatok. Nem kétéltű, de képes 1,5 méter mély vízfelületen átkelni. A továbbfejlesztett páncélzat képes megvédeni a bentülőket a 14,5 mm-es lőfegyverek tüzétől is. Ellátták modern optikai készülékekkel, mint a periszkóp és az éjjellátó. A páncél fejlesztését azután határozták el, hogy a  korábbi XA–180 és XA–185 modellek páncélzatát helyenként még a 7,62 mm-es lövedékek páncéltörő változata is átlőtte. Az XA–202-t eredetileg kommunikációs és parancsnoki típusnak fejlesztették ki. Az XA–203 az XA–185 ideiglenes leváltására készült, majd a Patria AMV váltotta le.

Ezeken kívül számos alváltozat létezik, mint például a páncélozott szállítójárművek, sebesültszállítók, kommunikációs járművek, légvédelmi-rakéta hordozók, radarjárművek, tűzoltójárművek és páncéltörő változatok.

## Üzemeltetők
Eredetileg öt megrendelője volt a Pasinak: Észtország, Finnország, Hollandia, Norvégia és Svédország, de később más országok haderői is rendeltek a járművekből.
- Ausztria
- Dánia – 11 darab XA–185 típust lízingeltek (sebesültszállító járművet is) ENSZ katonáik számára.
- Észtország – 60 darab XA–180EST, korábban a finn hadsereg használatában lévő XA–180-asokat kaptak, melyek modernizálásra kerültek. Fegyverzet nélkül kerültek beszerzésre. 2008-ban Észtország további 30 darab jármű vásárlását tervezte, de a túl magas ár miatt nem valósult meg a beszerzés. 2010-ben azonban 81 darab XA–188 típust vásároltak Hollandiától.
- Finnország – 425 darab XA–180 és XA–185, 148 darab XA–200.
  - XA–180 – a legtöbbet továbbfejlesztették XA–185 típusúra és ellátták speciális kommunikációs felszereléssel.
  - XA–185 – a legelterjedtebb változat, néhányat elláttak TOW toronnyal, egyébként 12,7 mm-es NSZV géppuskával szerelték fel őket.
  - XA–203 – az utolsó generáció, amellyel a legöregebb XA–185-ket cserélték le.
  - XA–202 – parancsnoki jármű, speciális kommunikációs felszereléssel ellátva.
  - XA légvédelmi radaregység – Jantronic J–1000 radarral felszerelve.
  - Sebesültszállító
  - Rendőrségi változat, melyeket a hadseregtől kölcsönöztek, ezeket csak extrém szituációk esetén használják.
- Ghána – ENSZ használatában.
- Hollandia – 90 darab jármű.
  - XA–188 GVV – (a 200-as széria korai változata) A hadsereg és a tengerészgyalogság használja, felszerelték GPS-el és satcom berendezéssel, fegyverzete egy géppuska.
  - XA–188 GWT – Sebesültszállító.
- Írország – kettő darab XA–180-nal rendelkeznek, melyeket a Dél-Libanonba készülő katonáik kiképzésére használtak.
- Norvégia – 50 darab XA–186.
- Svédország – 200 darab jármű.
  - XA–180S – főleg az ENSZ használja.
  - XA–202S – parancsnoki jármű, speciális svéd változat.
  - XA–203S – páncélozott szállító harcjármű 20 mm-es gépágyúval felszerelve.
- ENSZ – nagy mennyiségben használtak XA–180 típusú járműveket Dél-Libanonban.

## Fordítás
Ez a szócikk részben vagy egészben  a   Patria Pasi című angol Wikipédia-szócikk ezen változatának fordításán alapul.  Az eredeti cikk szerkesztőit annak laptörténete sorolja fel. Ez a jelzés csupán a megfogalmazás eredetét és a szerzői jogokat jelzi, nem szolgál a cikkben szereplő információk forrásmegjelöléseként.